# Болдуин
Вижте пояснителната страница за други значения на Болдуин.
Болдуин (на английски: Baldwin) е селище в североизточната част на Съединените щати, част от окръг Насау на щата Ню Йорк. Населението му е около 24 000 души (2010).
Разположено е на 7 метра надморска височина в западната част на остров Лонг Айлънд, на 6 километра северно от брега на Атлантическия океан и на 35 километра източно от централната част на град Ню Йорк. Селището е създадено през 1855 година от заселници от съседното село Хемпстед и започва да се разраства в началото на XX век, развивайки се като жилищно предградие на Ню Йорк.

## Известни личности
Родени в Болдуин
- Скот Рудин (р. 1958), продуцент